# Stagno di Bages-Sigean
Lo stagno di Bages-Sigean (in francese Étang de Bages-Sigean) è uno stagno lagunare situato sul bordo del Mar Mediterraneo, nell'ex regione della Linguadoca-Rossiglione (ora inclusa nella regione dell'Occitania) e nel dipartimento dell'Aude.

## Etimologia
Deve il suo nome ai comuni rivieraschi di Sigean e Bages. 

## Gemorfologia e storia
Nell'antichità, lo stagno di Bages formava un golfo aperto sul Mediterraneo. Occupando oggi una superficie di 5.500 ettari, lo stagno comunica con il mare attraverso l'insenatura di Port-la-Nouvelle. Varie isole dello stagno appartengono al Conservatoire du littoral. 

## Ambiente

Nel maggio 1996, 28 pescatori dello stagno depositarono una querela per «turbamento di godimento anormale del vicinato, generatore di un pregiudizio finanziario per i pescatori marini». I giudici condannarono varie imprese in proporzione alla loro responsabilità stabilita dal perito: la Comurhex, che partecipò al 50% dell'eutrofizzazione dello stagno mediante apporti di azoto cronici o accidentali dal 1990 al 1998, avrebbe dovuto pagare 239.371 euro di danni.
Il 10 dicembre 2004, 60 litri di materiale attivo (fuoriuscito in una vasca di 34 m3) di clorpirifos etile (un potente insetticida) furono versati nello stagno dalla Sté Occitane de Fabrications et de Technologie (SOFT), industria dell'agrochimica con sede a Port-La-Nouvelle.
Il 23 e 24 agosto 2009, versamenti di fluoro e di uranio provenienti dall'impianto Comurhex di Malvési furono constatati nello stagno. L'incidente fu reso pubblico solo un giorno e mezzo dopo. Agenti dell'Onema avevano più volte messo in guardia la Comurhex, ma la direzione non ne tenne mai conto. 
Nel dicembre 2011, la Comurhex fu di nuovo condannata a 60.000 euro di ammenda per aver versato sostanze nocive nell'ambiente tra il 21 agosto e il 25 agosto 2009.